# サミュエル・ウッドフォード
サミュエル・ウッドフォード（Samuel Woodforde、1763年3月29日 - 1817年7月27日）は、18世紀イギリスの画家。

## 略歴
ウッドフォードは、サマセットのキャッスル・キャリーで誕生した。1782年3月8日にロイヤル・アカデミー・オブ・アーツの学生となり、1784年に絵画の展示を始める。1815年10月7日に、彼はジェーン・ガードナーと結婚し、同じ年に二人はイタリアに居を移した。 2年後、ウッドフォードはボローニャで高熱により死去し、ラ・チェルトーザの墓地に葬られた。

## 作品

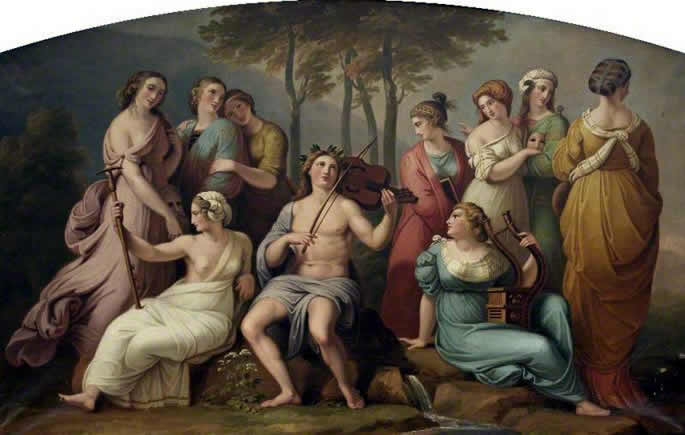
Apollo and the Muses on Parnassus
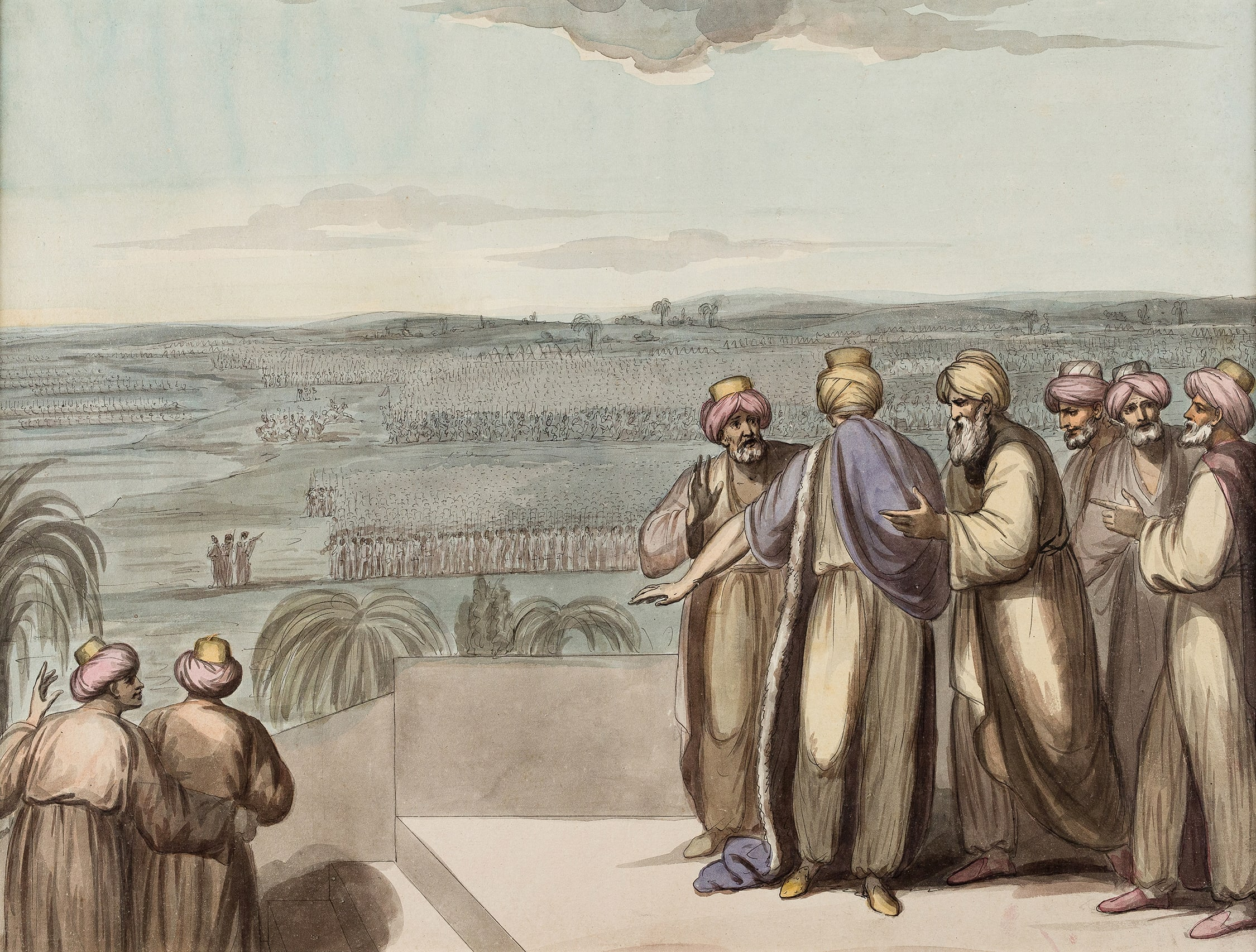
Crossing the Hellespont

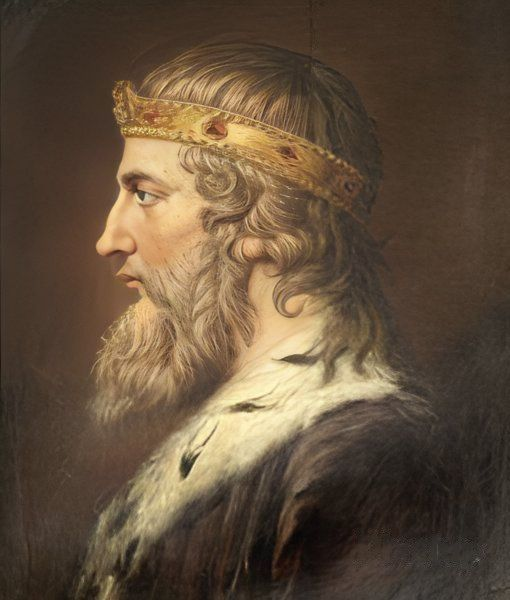
アルフレッド大王 (1790)
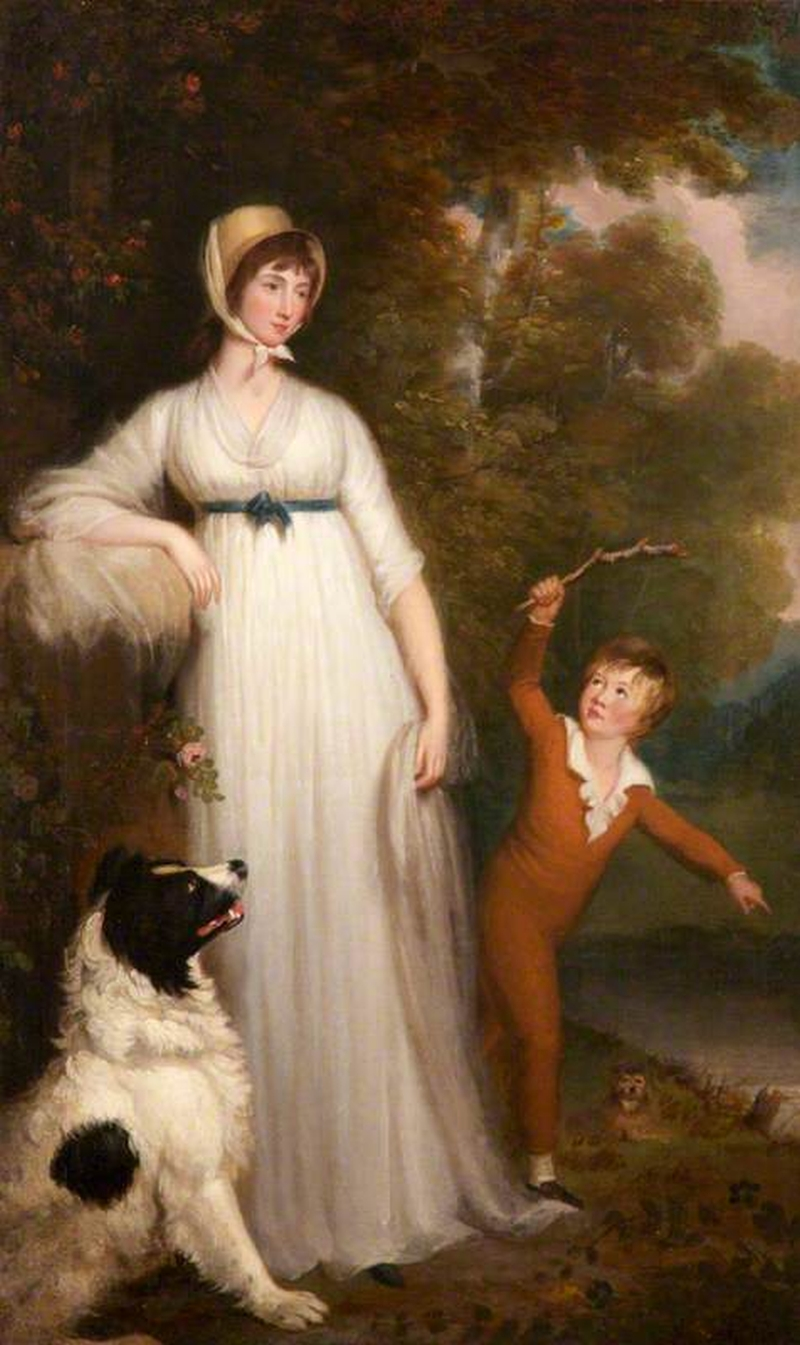
Portrait of Maria Palmer Hoare (1794)
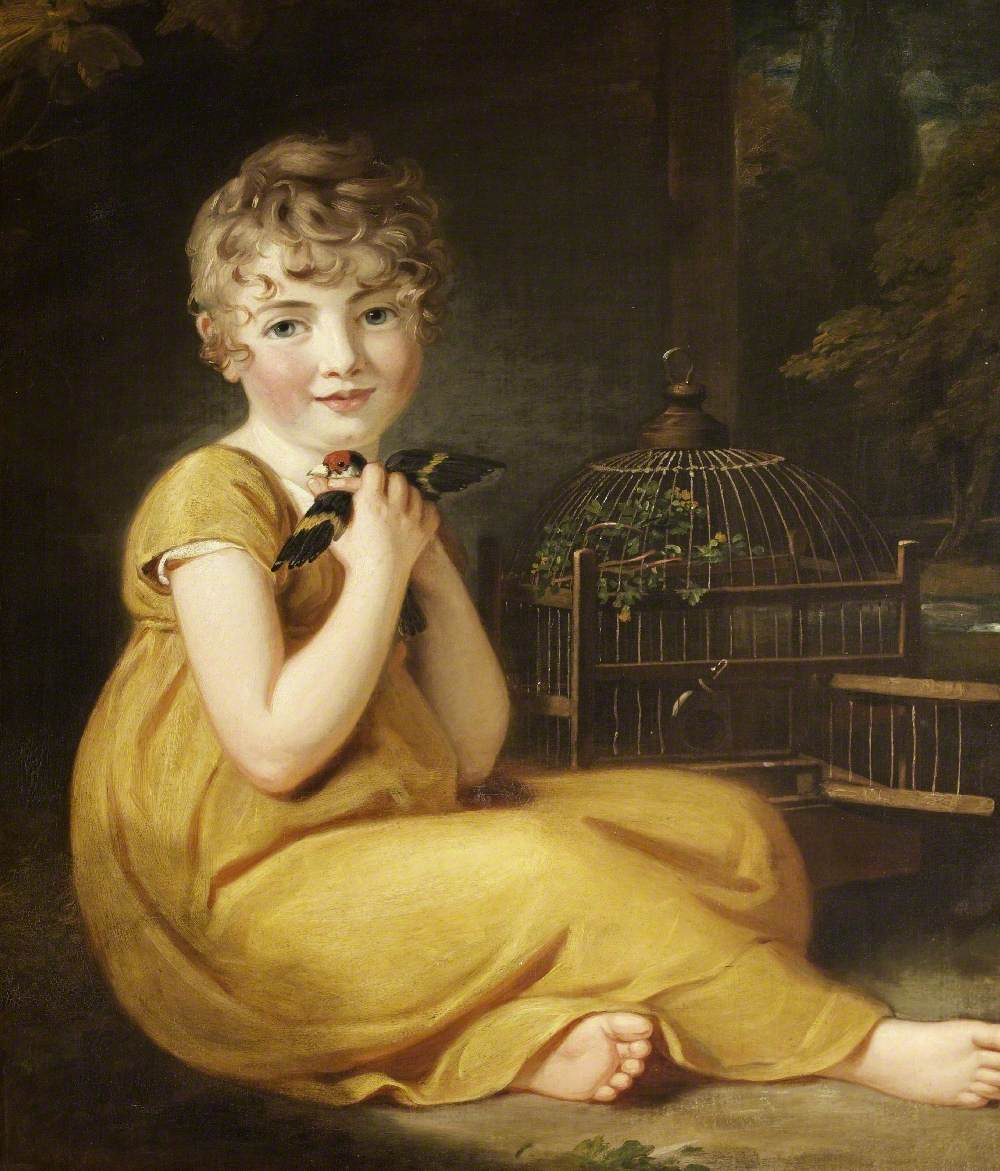
小鳥を持つ子供
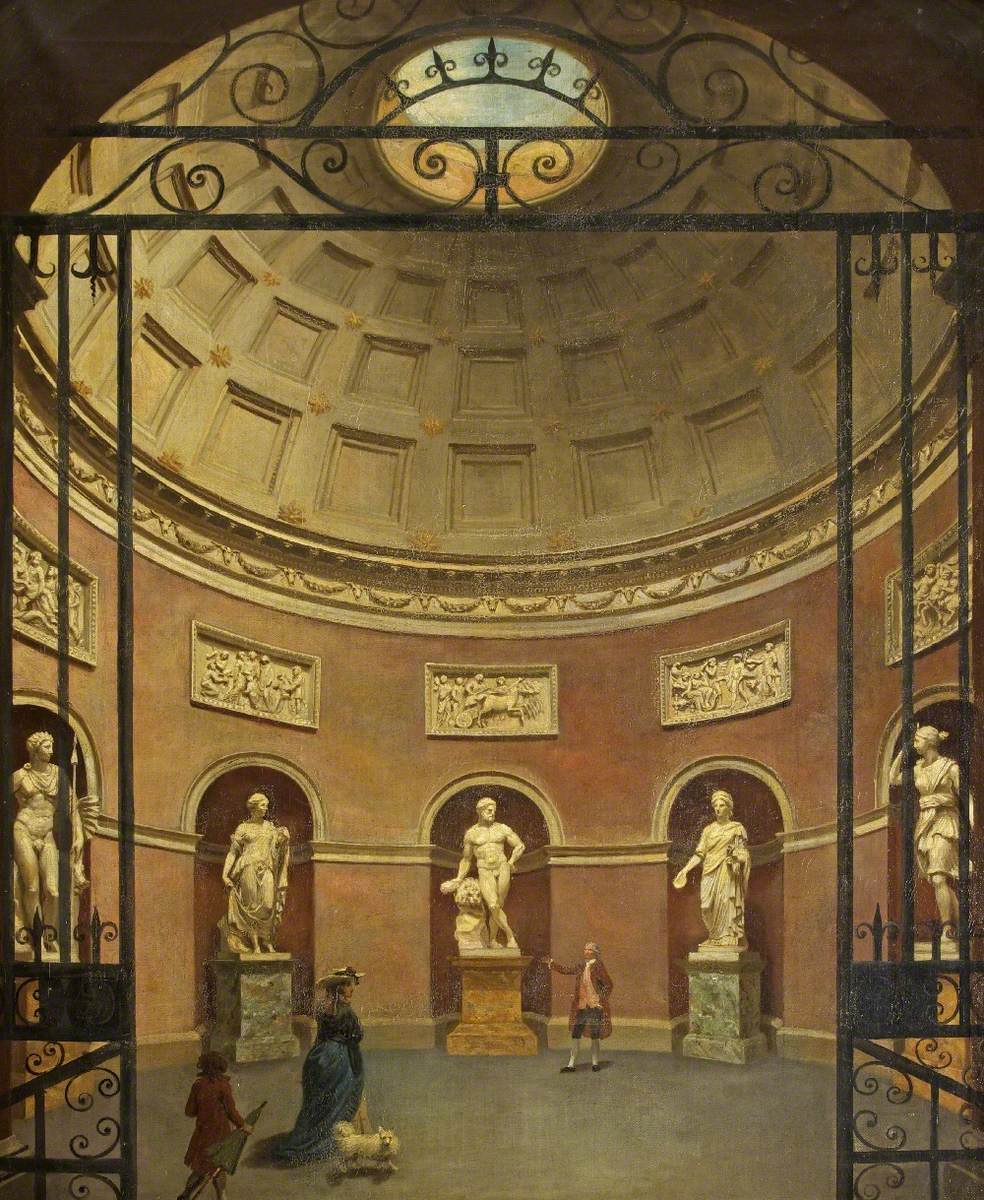